# Arcadi Gaydamak
Arcadi Aleksandrovich Gaydamak (en hebreo: ארקדי אלכסנדרוביץ' גאידמק; en ruso: Аркадий Александрович Гайдамак; Moscú, 8 de abril de 1952) es un empresario franco-israelí nacido en Rusia, filántropo y presidente del Congreso de Comunidades y Organizaciones Religiosas Judías de Rusia (KEROOR). En la década de 1990 fue galardonado con la Ordre national du Mérite y la Ordre du Mérite agricole por sus acciones de rescate de personal en la guerra de Bosnia.

## Biografía
Arcadi Gaydamak nació en 1952 en Moscú, la capital de la URSS. A los 20 años, Gaydamak fue uno de los primeros judíos en emigrar a Israel desde la Unión Soviética de Leonid Brézhnev y recibir la ciudadanía israelí. Vivió en el kibutz Beit HaShita y estudió hebreo en un ulpán. Dijo que originalmente tenía la intención de servir en el ejército israelí, pero terminó mudándose a Francia, donde abrió una oficina de traducción.
En 1982, Gaydamak Translations abrió una sucursal en Canadá. Durante ese periodo comenzó a hacer negocios internacionales, en importación y exportación. Tras el colapso de la URSS, estableció vínculos en Rusia y Kazajistán y formó varias organizaciones empresariales en toda Europa.
Gaydamak posee una casa en Cesarea. Está casado con Irene Tzirolnicova, con quien tiene un hijo. Habla ruso, francés e inglés. También habla portugués y hebreo a nivel básico.
En diciembre de 2008, Gaydamak regresó a Rusia, instalándose en Moscú. En febrero de 2009, se informó de que pretendía recuperar su ciudadanía rusa, perdida cuando emigró a Israel décadas atrás.
A Gaydamak se le concedió la ciudadanía angoleña honoraria. Tiene pasaportes francés, canadiense e israelí.

## Clubes deportivos y propiedad de medios de comunicación
En julio de 2005, Gaydamak se convirtió en patrocinador del equipo de baloncesto Hapoel Jerusalem. Al mes siguiente donó 400 000 dólares al club de fútbol árabe israelí Bnei Sakhnin. Ese mismo día, Gaydamak anunció la compra del 55% de la propiedad del Beitar Jerusalén, y dos días después anunció la adquisición de la propiedad total. Gaydamak es patrono de varias organizaciones benéficas judías y presidente del Congreso de Comunidades y Organizaciones Religiosas Judías de Rusia (KEROOR), el grupo judío más antiguo de Rusia. En el verano de 2008, Gaydamak afirmó que su hijo Alexandre era el propietario del Portsmouth F.C., lo que fue confirmado por la Premier League.
En marzo de 2006, anunció haber comprado el periódico francés France Soir a través de su empresa Moscow News. En 2004 compró el periódico ruso Moskovskie Novosti, despidió a algunos periodistas de alto nivel y cambió el mandato del periódico a uno firmemente progubernamental, nombrando a un periodista pro-Putin como redactor jefe.
En enero de 2006, Milan Mandarić vendió el Portsmouth F.C. a su hijo, Alexandre Gaydamak. Gaydamak vendió posteriormente el club a Ali al-Faraj en 2009.
En julio de 2009, Gaydamak anunció su decisión de abandonar la propiedad de Beitar Jerusalén en favor de Itzik Kornfein y Guma Aguiar. Kornfein se encargaría de la compra y venta de jugadores, mientras que Aguair se dedicaría a la financiación.

## Filantropía y servicio a la comunidad
Gaydamak ha hecho donaciones a muchas organizaciones israelíes, como Maguén David Adom y Hatzalah. También se comprometió a donar 50 millones de dólares a la Agencia Judía para Israel, pero retiró la oferta cuando la Agencia Judía fue advertida de acusaciones de blanqueo de dinero. Acabó donando 10 millones de dólares.
Durante el conflicto entre Israel y el Líbano de 2006, Gaydamak construyó una aldea de tiendas de campaña en la playa de Nitzanim, en la que se alojaron miles de familias que huyeron del norte asediado por los cohetes y no tenían dónde ir. Las contribuciones de Gaydamak ascendieron a 15 millones de dólares (unos 500.000 dólares al día). En noviembre de 2006, financió unas vacaciones de una semana en Eilat para cientos de residentes de Sederot que habían sufrido ataques con cohetes desde Gaza.